# Lyazid Sandjak
Pour les articles homonymes, voir Sandjak (homonymie).
Lyazid Sandjak, né le 11 septembre 1966 à Montreuil-sous-Bois, est un footballeur international algérien. Il possède aussi la nationalité française.
Formé à l'Olympique de Noisy-le-Sec, il évoluait au poste de milieu de terrain.

## Carrière
- 1986-1992 : Paris SG ( France)
- 1992-1995 : OGC Nice ( France)
- 1995-1996 : AS Saint-Étienne ( France)
- 1996-1998 : Neuchâtel Xamax ( Suisse)
- 1998-2004 : Olympique Noisy-le-Sec ( France)[1]

## Palmarès
- Vice-champion de France D1 1989 avec le PSG
- Vainqueur de la Coupe Afro-Asiatique 1991 avec l'équipe d'Algérie
- International A algérien